# День китайского языка в ООН
День китайского языка в ООН (кит. 聯合國中文日) — праздник, отмечается ежегодно 20 апреля. Праздник был учреждён Департаментом общественной информации ООН в 2010 году «для празднования многоязычия и культурного разнообразия, а также для содействия равноправному использованию всех шести официальных языков во всей Организации». Дата 20 апреля была выбрана для того, чтобы «воздать должное Цан Цзе, который, предполагается, изобрёл китайскую письменность около 5000 лет назад».
Впервые день китайского языка был отмечен в 2010 году, 12 ноября, но, начиная с 2011 года, отмечается ежегодно 20 апреля, что примерно соответствует началу месяца гуюй в китайском календаре времён династии Цинь. Слово «гуюй» буквально означает «дождь проса». ООН специально выбрала в качестве Дня китайского языка начало сезона «гуюй», поскольку, по легенде, в этот день небесные силы отблагодарили Цан Цзе за создание китайской письменности, послав жителям Поднебесной дождь из хлебных зёрен, который спас многих людей от голода.